# Lehrstellenmangel
Lehrstellenmangel (auch Lehrstellenlücke) ist eine Bezeichnung für einen Überhang an Ausbildungsplatzbewerbern, das heißt, es gibt mehr Bewerber auf Lehrstellen als freie Plätze. Die Berechnungsmethodik sowie die Größe dieser Lücke ist in der Politik heftig umstritten. Der Begriff Lehrstellenüberschuss findet nur geringe Verwendung. 

## Messung des Lehrstellenmangels
Eine objektive Messung eines Lehrstellenmangels ist nicht möglich. Es besteht eine amtliche Statistik der Bundesagentur für Arbeit (siehe unten). Diese Statistik weist zum einen die Zahl der gemeldeten offenen Lehrstellen und zum anderen die Zahl der gemeldeten Bewerber auf. Übersteigt die erste Zahl die zweite so besteht statistisch ein Überschuss, sonst eine Lücke. Jedoch weist diese Statistik notwendigerweise Verzerrungen auf.
Gründe, die zu einer Überzeichnung der Lehrstellenlücke führen sind:
- Mehrfachbewerbungen: Vielfach melden sich Ausbildungsplatzbewerber nicht ab, wenn sie eine Zusage über einen Ausbildungsplatz haben, der nicht ihre erste Wahl darstellt. Sie hoffen auf ein erneutes Angebot ihres Wunschberufs
- Studienanfänger: Abiturienten bewerben sich oftmals gleichzeitig um einen Studienplatz als auch um einen Ausbildungsplatz. Auch wenn sie bereits einen Studienplatz erhalten haben, melden sie sich aus den oben genannten Gründen nicht immer ab.
- Ausbildungsbeginn: Grundsätzlich beginnt die Ausbildung im Frühherbst. Zu diesem Zeitpunkt sind immer eine Vielzahl von Ausbildungsplätzen unbesetzt und eine Vielzahl von Schulabgängern unversorgt, da die Unternehmen auf besser qualifizierte Kandidaten und die Bewerber auf bessere Angebote hoffen. Vielfach kommt es aber auch nach dem Stichtag noch zu Einstellungen von Auszubildenden.
- Nicht vorgenommene Meldungen. Ausbildungsbetriebe, die ihre freien Stellen nicht der Bundesagentur melden, bleiben in der Statistik außen vor

Gründe zu einer Unterschätzung der Lehrstellenlücke führen sind:
- Schulabgänger, die in Maßnahmen wie dem Berufsförderungsjahr oder anderen Qualifizierungsmaßnahmen „geparkt“ werden tauchen in der Statistik nicht auf
- Nicht vorgenommene Meldungen. Ausbildungssuchende, die ihren Bedarf nicht der Bundesagentur melden, bleiben in der Statistik außen vor

Selbst wenn die Zahl der Lehrstellen und der Bewerber rechnerisch ausgeglichen wäre, so könnten nicht alle Lehrstellen besetzt werden, da Angebot und Nachfrage
- räumlich (zum Beispiel Schulabgänger in Brandenburg, Ausbildungsplatz in Hamburg)
- inhaltlich (zum Beispiel Schulabgänger will Bankkaufmann werden, Ausbildungsplatz als Friseur ist frei) oder
- qualitativ (Anforderungen an den Lehrling werden durch den Schulabgänger nicht erfüllt)

auseinanderklaffen.

## Umfang der Lehrstellenlücke/-überschuss
| Jahr | Offene Lehrstellen | Nicht vermittelte Bewerber |
| ---- | ------------------ | -------------------------- |
| 1992 | 126,6              | 13,0                       |
| 1993 | 85,7               | 17,8                       |
| 1994 | 54,2               | 19,0                       |
| 1995 | 44,2               | 25,0                       |
| 1996 | 34,9               | 38,5                       |
| 1997 | 25,9               | 47,4                       |
| 1998 | 23,4               | 35,7                       |
| 1999 | 23,4               | 29,4                       |
| 2000 | 25,7               | 23,6                       |
| 2001 | 24,5               | 20,5                       |
| 2002 | 18,0               | 23,4                       |
| 2003 | 14,8               | 35,0                       |

## Bewertung der Lehrstellensituation
Die Bewertung der Lehrstellensituation fällt je nach Interessenlage sehr unterschiedlich aus.
Bewerbungsmisserfolge der Jugendlichen werden von den Betroffenen selbst und den Gewerkschaften als Ausdruck eines allgemeinen Lehrstellenmangels bewertet. Die ausbildenden Betriebe hingegen führen diese auf mangelhafte Bewerbungen, fehlende Ausbildungsreife sowie mangelnde berufliche und regionale Mobilität zurück.
Die Veränderungen im Lehrstellenangebote der Betriebe werden von diesen mit konjunkturellen Schwankungen des Arbeitsplatzangebotes sowie als Reaktion auf den Mangel an geeigneten Bewerbern gedeutet. Gewerkschaften sprechen von dem Rückzug aus der Ausbildungsverantwortung und kurzsichtiger Personalpolitik.
Im Jahr 2005 stellte sich die Situation folgendermaßen dar: Nach Angaben des DGB fehlten 275.000 Lehrstellen; es gab ca. eine Million Schulabsolventen in Deutschland, von denen ca. 400.000 ein Studium begannen und ca. 800.000 erst eine betriebliche Ausbildung absolvieren wollten (viele junge Leute beginnen im Anschluss an eine abgeschlossene Berufsausbildung noch ein Studium). Einerseits gibt es rein rechnerisch mehr Bewerber als Ausbildungsplätze, andererseits kommt es zu einer Verdrängung: Abiturienten und Schulabgänger mit Mittlerer Reife werden oft Bewerbern mit qualifiziertem oder einfachem Hauptschulabschluss oder ohne Hauptschulabschluss sowie Absolventen von Förderschulen vorgezogen. In der Konsequenz beginnen viele junge Leute eine schulische Berufsausbildung an Berufsfachschulen oder besuchen weitere allgemeinbildende Schulen und streben höhere Schulabschlüsse an. Ein Teil bleibt jedoch ungelernt und ist damit besonders bedroht von Arbeitslosigkeit.